# Tayumanavar
Tayumanavar (1705-1742) est un philosophe et mystique indien appartenant à la tradition du Shaiva Siddhanta. Il fut ministre du roi de Tiruchirapalli, dans l'actuel Tamil Nadu.